# ヴィエリチカ
ヴィエリチカ（Wieliczka 発音 [vʲɛˈlʲit͡ʂka] ドイツ語: Groß Salze, ラテン語: Magnum Sal）は、南ポーランドのクラクフ都市圏にある町であり、1999年よりマウォポルスカ県に位置している。人口は27,845人（2023年）。1975年から1998年までクラクフ県に属していた。1290年、プシェミスウ2世によって発見された。
町の内部には、世界で稼動している岩塩抗の中で最も古いものの一つであるヴィエリチカ岩塩坑がある。なお、最も古いものはヴィエリチカより20Kmのところにあるボフニャにある。

## 文化
民俗習慣のひとつであるシウダ・ババが行われている数少ない場所の一つである。

## スポーツ
- グルニク・ヴィエリチカ

## 経済
ポーランドの衣料品会社4Fの本社がある。

## 姉妹都市
- ベルクカーメン、ドイツ[5][6]
- サンタンドレ＝レ＝リール、フランス[5]
- セスト・フィオレンティーノ、イタリア[5]
- リトヴェル、チェコ[5]